# Myliobatis oculea
Myliobatis oculea es una especie de pez de la familia Myliobatidae en el orden de los Rajiformes.

## Hábitat
Es un pez de mar.